# Leptobotia rubrilabris
Leptobotia rubrilabris és una espècie de peix de la família dels cobítids i de l'ordre dels cipriniformes.

## Reproducció
Fins ara no ha estat possible la seua reproducció en captivitat.

## Alimentació
És un depredador bentònic que es nodreix d'insectes, crustacis i peixets.

## Hàbitat i distribució geogràfica
És un peix d'aigua dolça (pH entre 7 i 8), demersal i de clima temperat, el qual viu a Àsia: la Xina (Sichuan i Hunan, incloent-hi les conques superior i mitjana del riu Iang-Tsé).

## Observacions
És inofensiu per als humans.